# Süleýman Muhadow
Bản mẫu:Eastern Slavic name
Süleýman Muhadow (sinh ngày 24 tháng 12 năm 1993 ở Ashgabat, Turkmenistan) là một cầu thủ bóng đá Turkmenistan thi đấu ở FC Altyn Asyr và Đội tuyển bóng đá quốc gia Turkmenistan. Anh là con trai của cầu thủ bóng đá Turkmenista nổi tiếng Çariýar Muhadow.

## Sự nghiệp câu lạc bộ
Là một cầu thủ tốt nghiệp trường bóng đá Olimp Ashgabat, anh bắt đầu sự nghiệp tại HTTU Aşgabat. Năm 2013, anh giành chức vô địch Siêu cúp bóng đá Turkmenistan cùng với Cúp Eskişehir 2013. Cuối mùa giải anh giành huy chương vàng ở Giải bóng đá vô địch quốc gia Turkmenistan 2013 và ghi bàn nhiều thứ hai tại Turkmenistan (23 bàn).
Ngày 6 tháng 5 năm 2014 anh ra mắt ở Cúp Chủ tịch AFC 2014 trước Tatung F.C. và ghi 2 bàn thắng. Sau đó anh ghi một bàn trước Rimyongsu Sports Club và trong trận thứ ba, anh ghi 2 bàn trước Ceres. Ngày 7 tháng 6 năm 2014 anh ghi 5 bàn trước FC Daşoguz tại Giải vô địch Turkmenistan. Tại vòng chung kết của Cúp Chủ tịch AFC 2014 anh lập một hat-trick trước Manang Marshyangdi Club (3–1) và ghi 2 bàn thắng trước «Sri Lanka Air Force» (2–1). Trong trận chung kết cúp anh ghi bàn thắng quyết định trước Rimyongsu Sports Club (2–1) và lần đầu tiên giành chức vô địch, đạt danh hiệu Cầu thủ xuất sắc nhất giải đấu và vua phá lưới (11 bàn). Anh ghi bàn nhiều thứ ba tại Giải bóng đá vô địch quốc gia Turkmenistan 2014 (25 bàn).
Năm 2015, anh chuyển đến FC Altyn Asyr và ngày 10 tháng 2 năm 2015 anh ra mắt cho câu lạc bộ ở Cúp AFC 2015 trước Al-Saqr.

## Sự nghiệp quốc tế
Anh tham gia Commonwealth of Independent States Cup 2013 trong màu áo đội tuyển U-19 quốc gia.
Muhadow ra mắt đội tuyển quốc gia ngày 24 tháng 10 năm 2012 trước Việt Nam. Muhadow ghi bàn thắng quốc tế đầu tiên vào ngày 28 tháng 10 năm 2012 trước Lào.

## Thống kê sự nghiệp

### Quốc tế
| Đội tuyển quốc gia Turkmenistan | Đội tuyển quốc gia Turkmenistan | Đội tuyển quốc gia Turkmenistan |
| Năm                             | Số trận                         | Bàn thắng                       |
| ------------------------------- | ------------------------------- | ------------------------------- |
| 2012                            | 2                               | 1                               |
| 2013                            | 1                               | 0                               |
| 2014                            | 3                               | 1                               |
| 2015                            | 7                               | 2                               |
| 2016                            | 1                               | 0                               |
| 2017                            | 0                               | 0                               |
| Tổng                            | 14                              | 4                               |

Thống kê chính xác đến trận đấu diễn ra ngày 9 tháng 11 năm 2016

### Bàn thắng quốc tế
| #  | Ngày                 | Địa điểm                                                 | Đối thủ     | Tỉ số | Kết quả | Giải đấu                                     |
| -- | -------------------- | -------------------------------------------------------- | ----------- | ----- | ------- | -------------------------------------------- |
| 1. | 28 tháng 10 năm 2012 | Sân vận động Thống Nhất, Thành phố Hồ Chí Minh, Việt Nam | Lào         |       | 4–2     | Cúp Challenge AFC 2012                       |
| 2. | 22 tháng 5 năm 2014  | Sân vận động Bóng đá Addu, Addu City, Maldives           | Afghanistan | 1–2   | 1–3     | Cúp Challenge AFC 2014                       |
| 3. | 5 tháng 11 năm 2015  | Sân vận động Mohammed Bin Zayed, Abu Dhabi, UAE          | UAE         | 1–2   | 1–5     | Giao hữu                                     |
| 4. | 17 tháng 11 năm 2015 | Sân vận động Kopetdag, Ashgabat, Turkmenistan            | Oman        | 2–0   | 2–1     | Vòng loại giải vô địch bóng đá thế giới 2018 |

## Danh hiệu
- Giải bóng đá vô địch quốc gia Turkmenistan:

Vô địch: 2013
- Cúp Chủ tịch AFC:

Vô địch: 2014
Cá nhân
- Vúa phá lưới Cúp Chủ tịch AFC 2014
- Cầu thủ xuất sắc nhất Cúp Chủ tịch AFC 2014